# Klaus-Peter Kantzer
Klaus-Peter Kantzer (* 7. Juni 1935; † 19. Dezember 2017) war ein deutscher Chemiker und Manager.

## Leben
Klaus-Peter Kantzer wurde 1962 an der Technischen Universität Berlin mit einer Arbeit über Metall-Gas-Gleichgewichte der Systeme Kupfer-Sauerstoff und Kupfer-Sauerstoff-Schwefel promoviert und begann seine berufliche Laufbahn im Folgejahr im Hauptlabor der Schering AG. 1989 wurde er stellvertretendes Vorstandsmitglied der Schering AG und ein Jahr später ordentlicher gesamtvertretungsberechtigter Vorstand des Unternehmens. Im August 1994 wechselte er als Vorstandsvorsitzender zur Berliner Stadtreinigung, schied aber bereits im Februar des folgenden Jahres „auf eigenen Wunsch“ aus dem Unternehmen aus, nachdem es Auseinandersetzungen über den geplanten Unternehmensumbau gegeben hatte.
Die Universität Leipzig ernannte Kantzer zum Honorarprofessor für Technische Chemie. Sein Grab befindet sich auf dem Bornstedter Friedhof in Potsdam.